# Zdzisław Beksiński
Zdzisław Beksiński ([ˈzd͡ʑiswaf bɛkˈɕiɲskʲi]; Sanok, Polonia, 24 de febrero de 1929-Varsovia, 21 de febrero de 2005) fue un arquitecto, pintor, fotógrafo y escultor polaco.
Ejecutó sus dibujos y pinturas de un género que él mismo llamó barroco o gótico. El primer estilo es dominado por la representación, los mejores ejemplos vienen de su periodo de realismo fantástico, cuando pintó imágenes distorsionadas de un ambiente surrealista y de pesadilla. El segundo estilo es más abstracto, con las características principales del formalismo.

## Biografía

### Primeros años

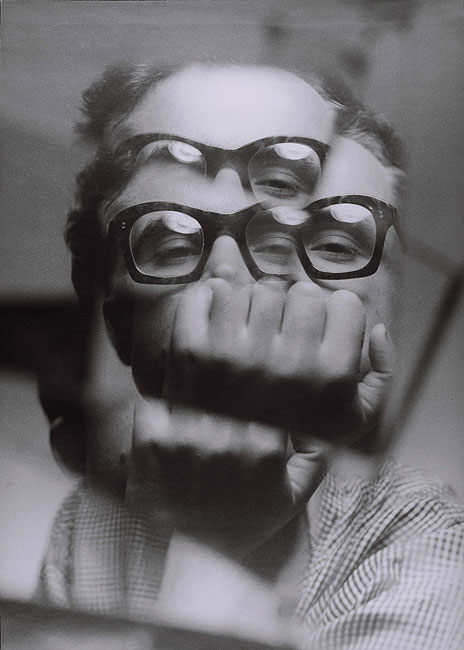
Autorretrato, 1956-57.

Beksiński nació en el pueblo de Sanok, en el sur de Polonia. Después de estudiar arquitectura en Cracovia, regresó a Sanok en 1955. Posterior a esta formación, trabajó varios años como supervisor en la construcción, labor que odiaba profundamente. En esa misma época, se estaba empezando a interesar en la fotografía, el fotomontaje, la escultura y la pintura, realizando sus esculturas en plástico, metal y alambre mientras su fotografía inicialmente inspirada en el surrealismo francés muestra varios temas que después aparecerán también en sus futuras pinturas, presentando rostros arrugados, paisajes y objetos con texturas agitadas, en los que enfatizó especialmente la manipulación de luces y sombras. Su fotografía además describía imágenes inquietantes, tales como muñecas mutiladas con sus caras arrancadas, retratos de personas sin rostro o con la cara envuelta en vendajes.  Más tarde, se concentró en la pintura. Sus primeras pinturas fueron de arte abstracto, pero a lo largo de la década de 1960 sus inspiraciones surrealistas fueron más visibles.

### Pintura y dibujo

#### Técnica
Beksiński no tuvo entrenamiento formal como artista. Realizó sus cuadros generalmente usando pintura al óleo sobre paneles de aglomerado que el mismo preparaba, aunque también experimentó con pintura acrílica. Escuchaba música clásica mientras pintaba, ya que el silencio le molestaba.

#### Realismo fantástico

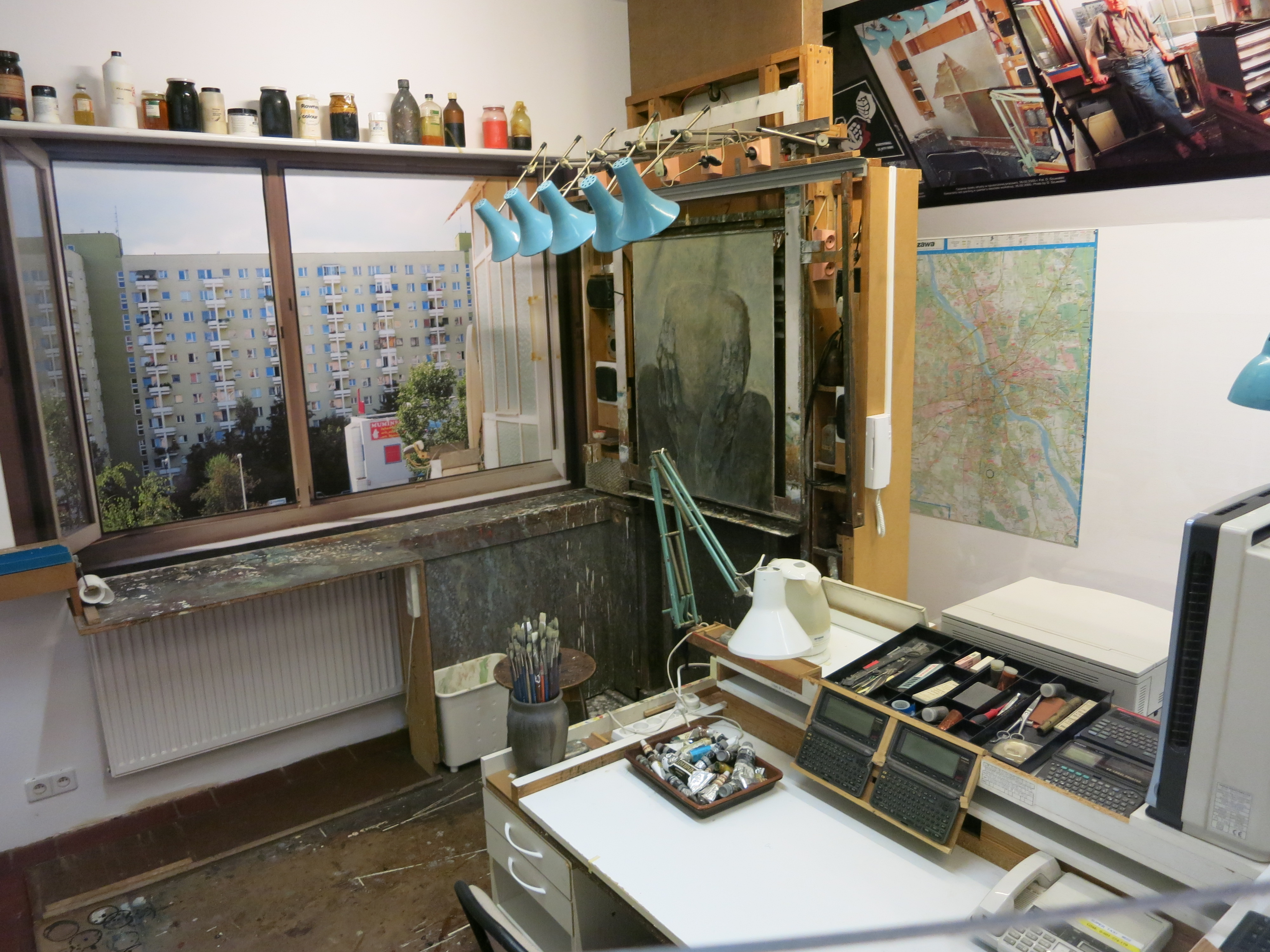
Reconstrucción del apartamento de Beksiński en Varsovia.

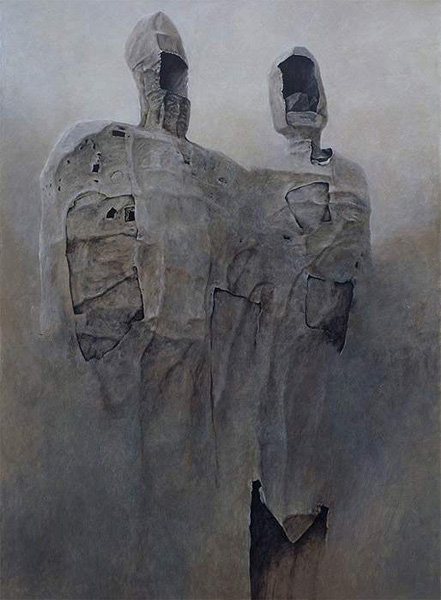
Rey y reina, 1993.

En 1964, una exposición en Varsovia probó ser su primer éxito, ya que se vendieron todos sus cuadros. Beksiński se dedicó de lleno a la pintura, y trabajó prolíficamente en esta actividad, siempre al son de la música clásica. Pronto se convirtió en la figura líder del arte contemporáneo polaco. En los tardíos años sesenta, incursionó en lo que el mismo llamó su “periodo fantástico”, en el que duró hasta mediados de la década de los ochenta. Este es su periodo más conocido, durante el que creó imágenes perturbadoras, mostrando un mundo surrealista y postapocalíptico, pormenorizando escenas de muerte, putrefacción, paisajes repletos de calaveras, figuras deformadas y desiertos. Estas pinturas son bastante detalladas, demostrando su marcada precisión y perfeccionismo. Al tiempo Beksiński expresaba, “Deseo pintar de la misma forma como si estuviese fotografiando los sueños”.
Pese al tono sombrío de su arte, Beksiński afirmaba que algunos de sus trabajos eran indescifrables; en su opinión, estos guardaban un tema optimista e incluso humorístico. En ocasiones expresaba que no sabía el significado de sus propias obras y no le interesaba en lo posible hacer interpretaciones. Siendo consecuente con esto, rehusó proporcionarle títulos a sus pinturas y dibujos. 
Antes de mudarse a Varsovia en 1977, quemó una selección de su trabajo en el patio trasero de su casa, sin dejar documentación alguna. Lo hizo porque consideraba que estas obras eran demasiado personales o insatisfactorias para que fueran públicas.

### Trabajo posterior

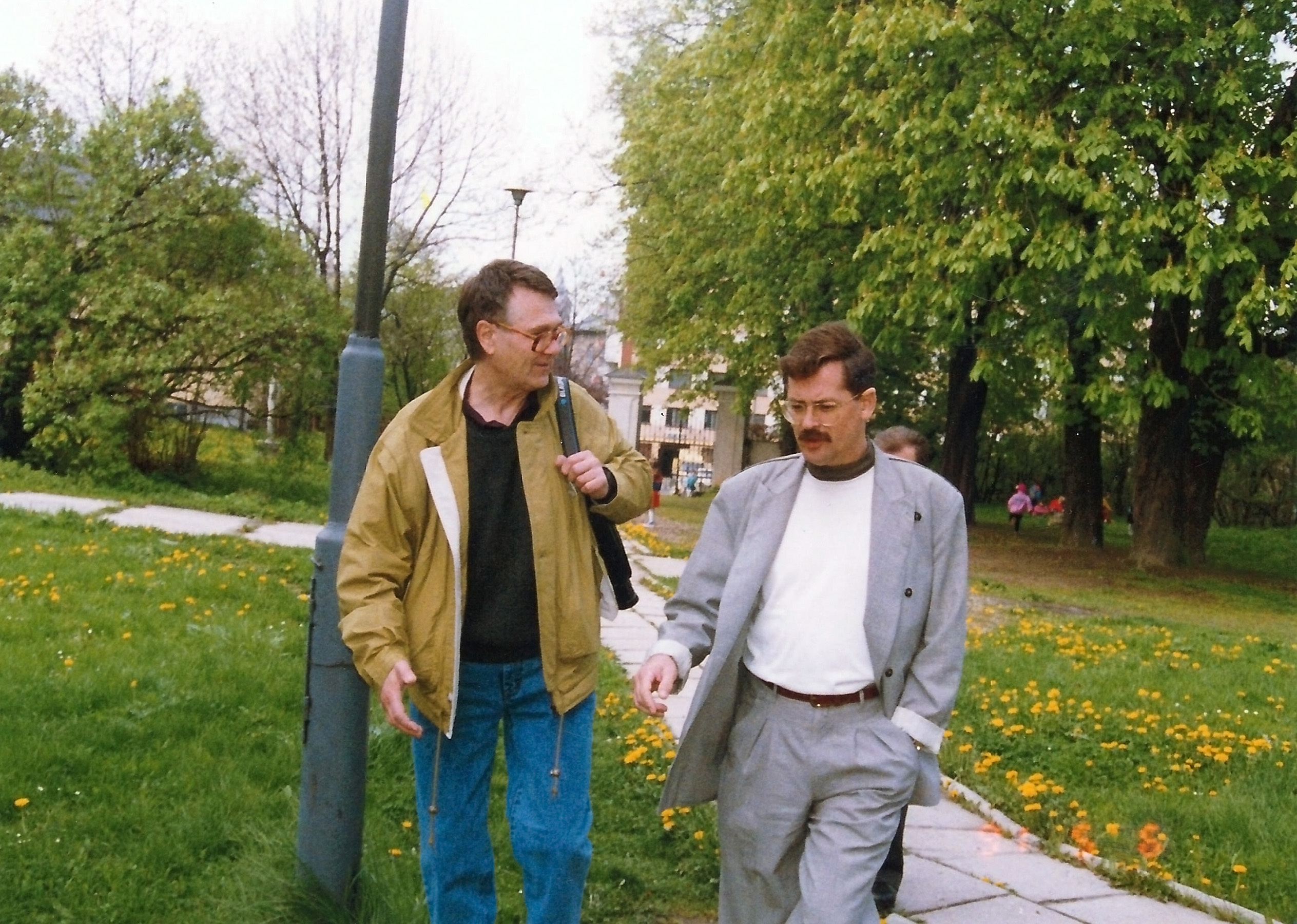
Zdzisław Beksiński y Piotr Dmochowski (1991)

La década de los ochenta marcó un periodo de transición para Beksiński. Durante este tiempo, sus obras se volvieron famosas en Francia debido al esfuerzo de Piotr Dmochowski, lo que le proporcionó significativa popularidad en Europa occidental, Estados Unidos y Japón. A finales de los ochenta y principios de los noventa se enfocó en imágenes tipo-escultura prestas en una restringida paleta de colores, incluyendo una serie de cruces. Las pinturas en este estilo parecen a menudo haber sido bosquejadas densamente en líneas coloreadas, y fueron menos espléndidas que las conocidas en su “periodo fantástico”, pero igual de intensas. Su último periodo, desde finales de los noventa, estuvo influenciado por la imagen y la manipulación por ordenador.

### Tragedias familiares y muerte

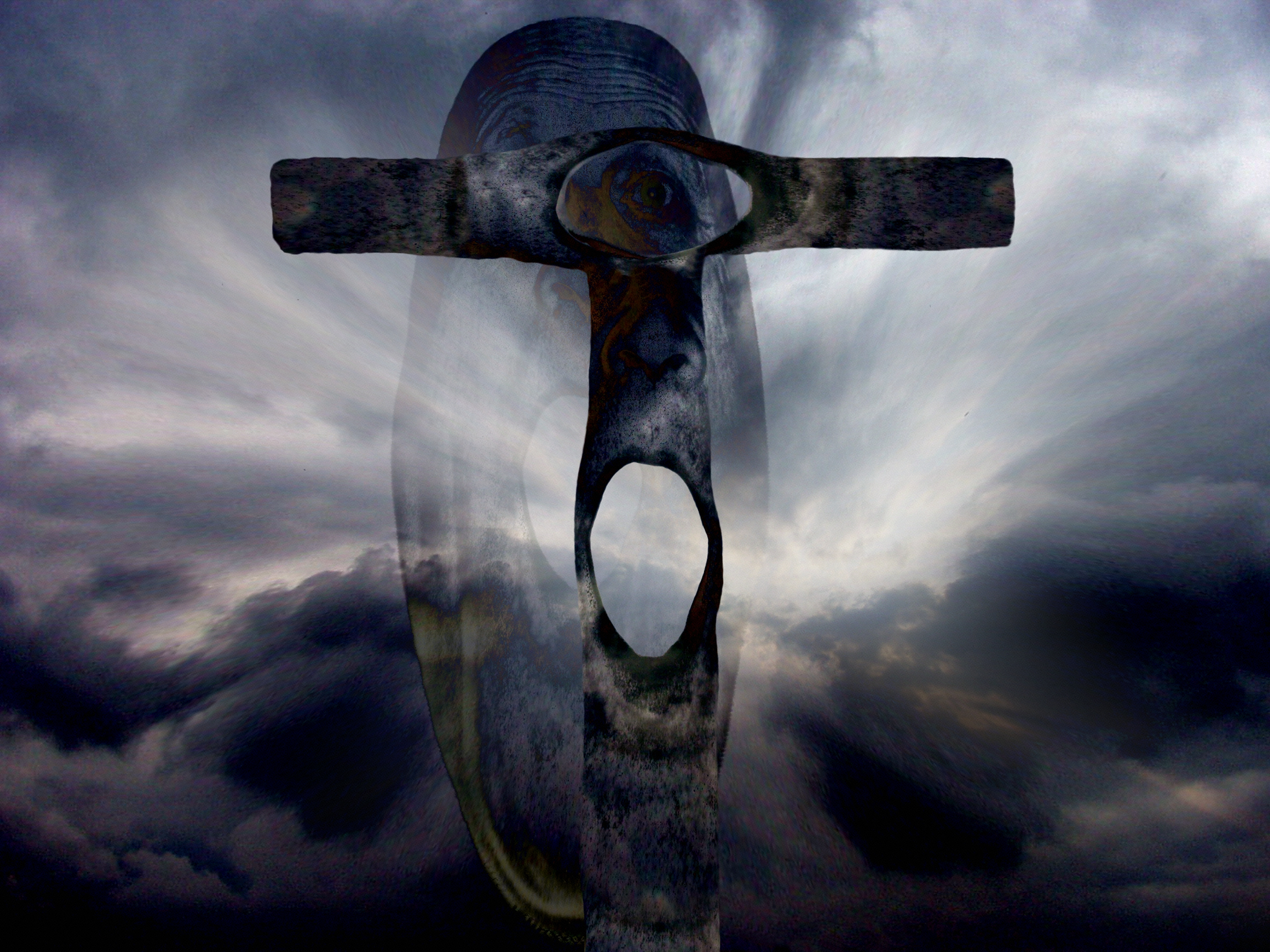
Fotomontaje, 2000-2005.

El último tercio de los años noventa fue un periodo severo para Beksiński en lo personal. Su esposa, Zofia, murió en 1998. Un año más tarde, en la Navidad de 1999, su hijo único Tomasz (un popular presentador de radio, periodista musical y traductor de cine) se suicidó. El mismo Beksiński descubrió el cuerpo de su hijo. Incapaz de aceptar la muerte de este, colgó de la pared de su alcoba un sobre que decía, “Para Tomek (diminutivo de Tomasz) en caso de que yo fallezca".
El 21 de febrero de 2005, Beksiński fue hallado muerto en su apartamento en Varsovia con 17 puñaladas en su cuerpo, dos de ellas fatales. Robert Kupiec, el hijo adolescente del conserje del edificio, quien más tarde se declaró culpable, y un amigo fueron arrestados poco después del crimen. El 9 de noviembre de 2006 Robert Kupiec fue condenado a 25 años de prisión, y su cómplice, Łukasz Kupiec, a 5 años por la corte de Varsovia. Antes de su muerte, Beksiński se había negado a prestarle dinero a Robert (unos pocos cientos de złotys, unos 100$ del momento).

## Personalidad
Pese a que el arte de Beksiński era a menudo lúgubre y perturbador, él mismo era conocido como una persona agradable que gustaba de la conversación y que poseía un agudo sentido del humor. Era excepcionalmente modesto y algo tímido, eludía los eventos públicos tales como las aperturas de sus propias exhibiciones. Él daba crédito a la música como el principal origen de su inspiración. Afirmaba no estar muy influenciado por la literatura, el cine o el trabajo de otros artistas, y casi nunca visitaba museos o exhibiciones. Beksiński evitaba el análisis del contenido de su obra y fue especialmente desdeñoso de los que intentaron u ofrecieron respuestas simples a lo que esta significaba.

## Legado artístico
- En el pueblo de Sanok, existe una casa museo dedicada a Beksiński.
- En 2006 se dio apertura al Museo Beksiński en Częstochowa,  Polonia, que alberga 50 pinturas y 120 dibujos de la colección de Dmochowski.
- Una “Cruz Beksiński”, en la forma T frecuentemente empleada por el artista, se halla en el desierto de Nevada, Estados Unidos.

## Galería

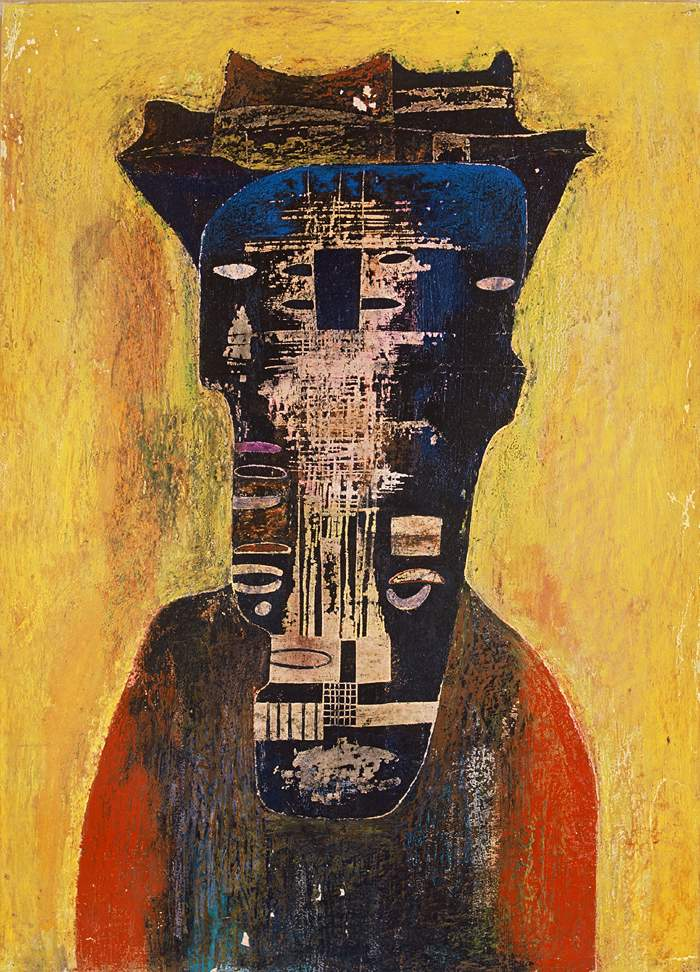
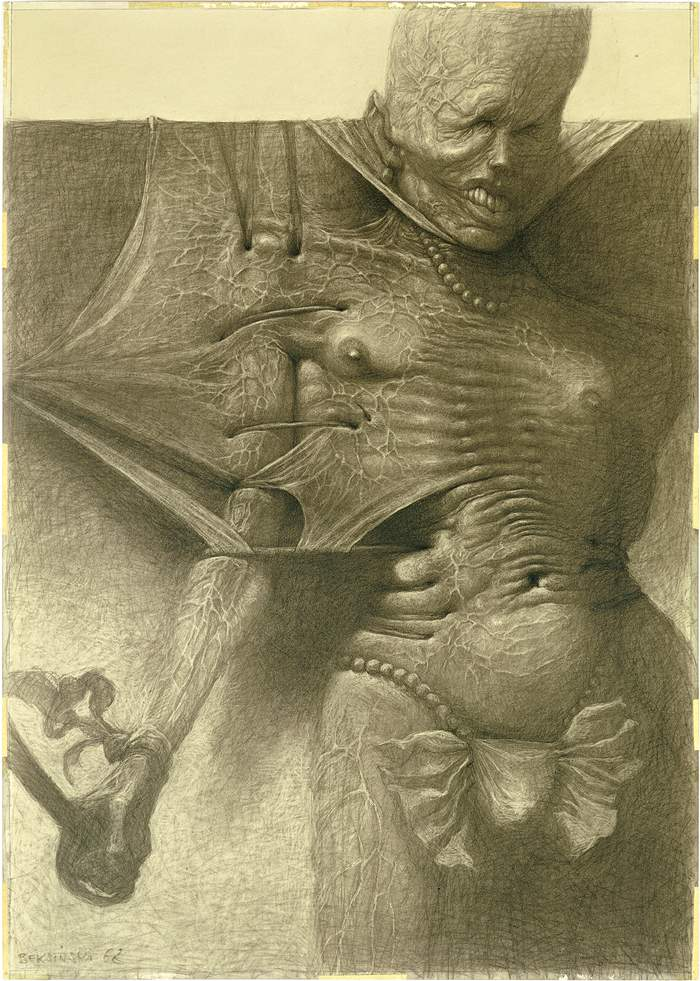
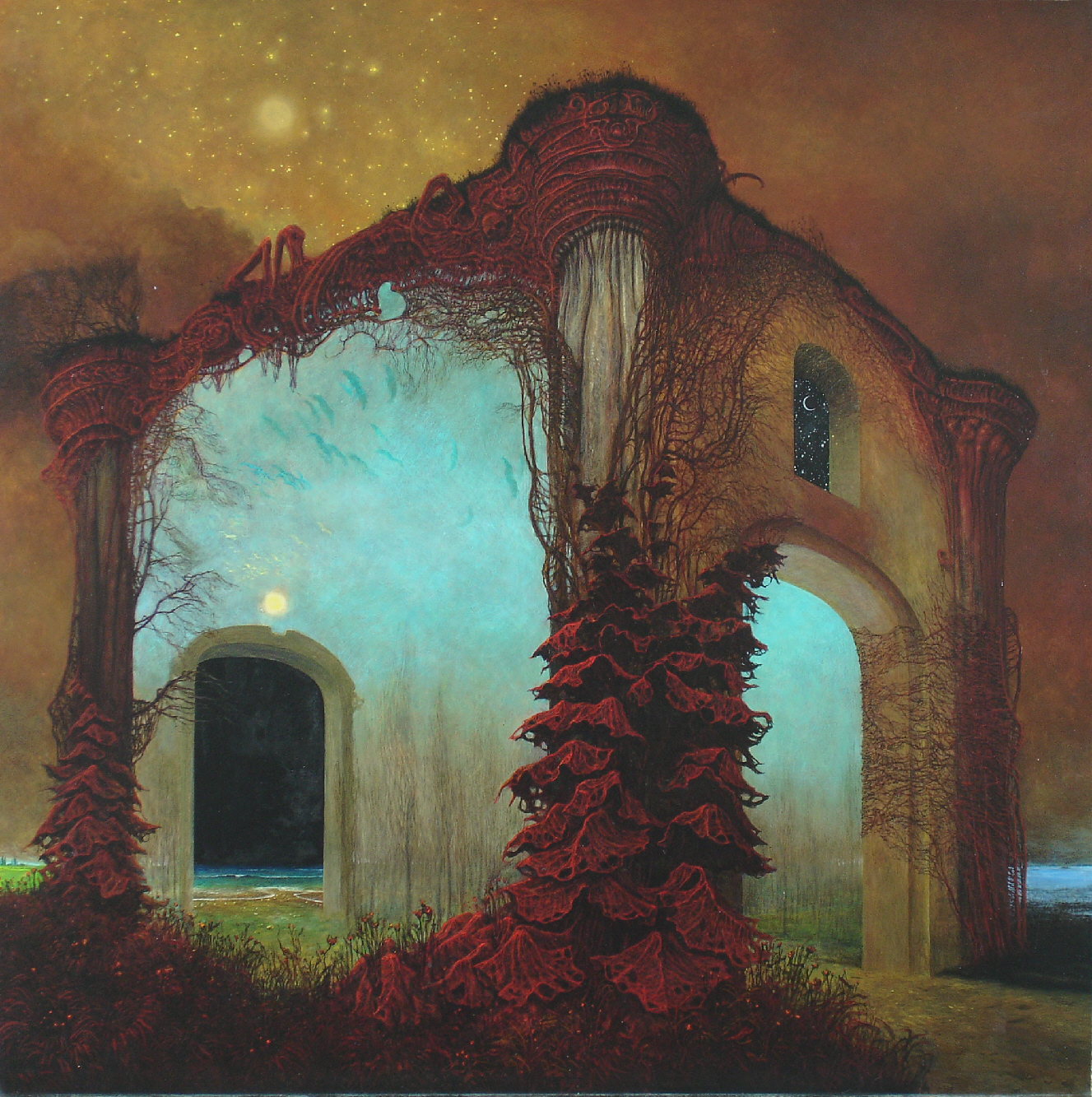
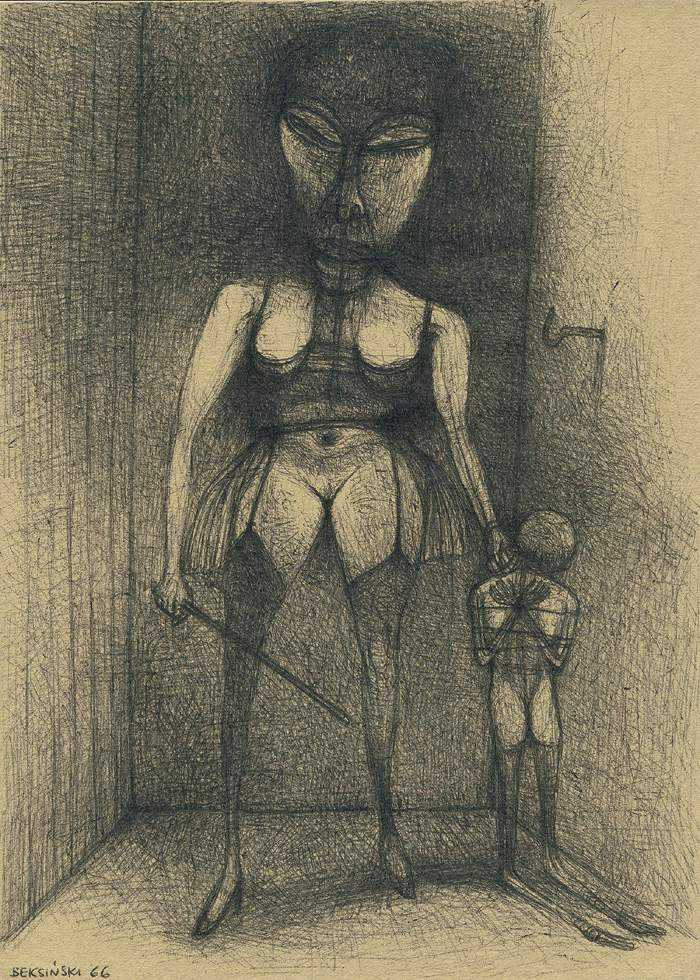
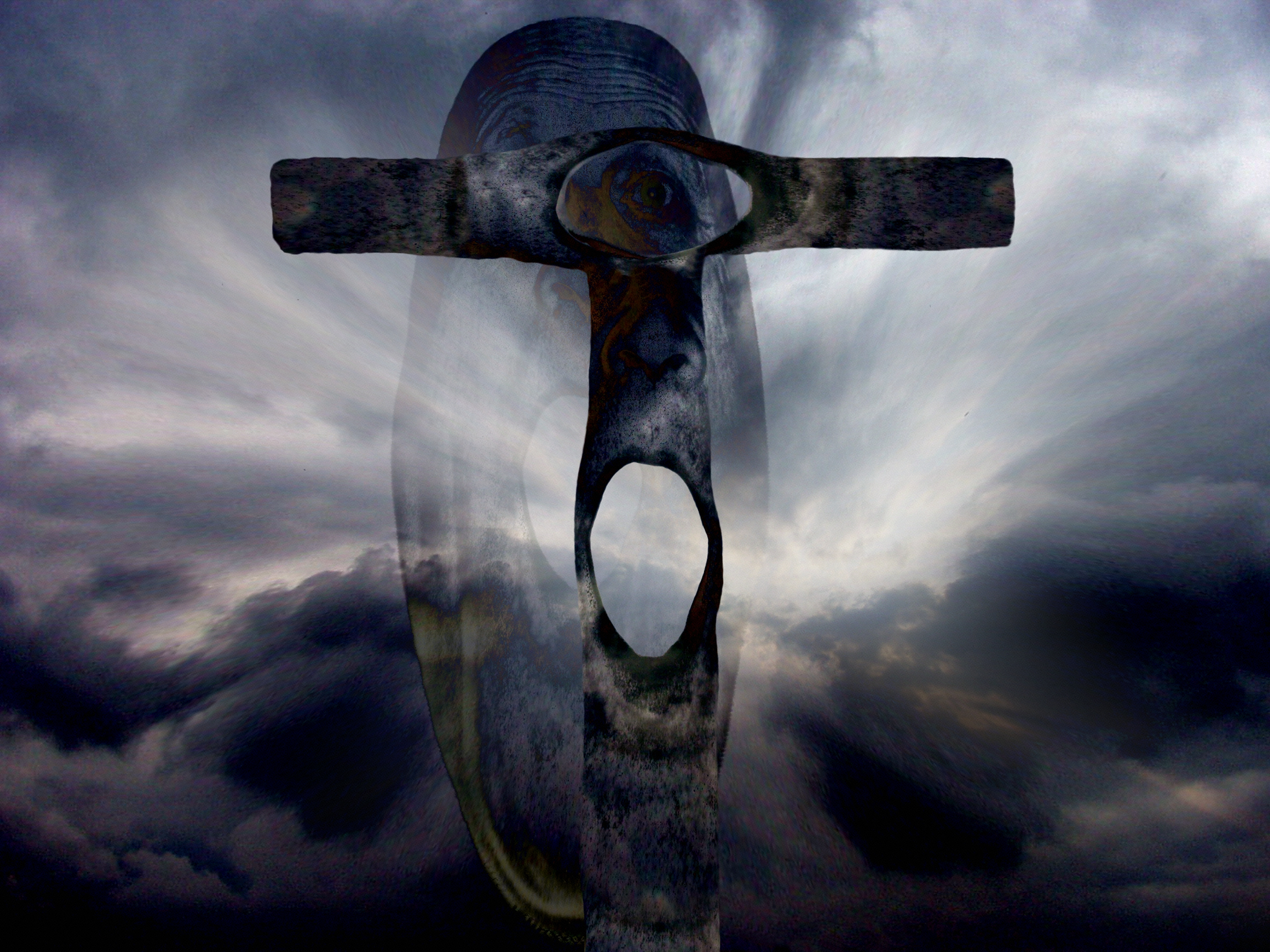